# Hamamelidals
Les hamamelidals (Hamamelidales) són un ordre d'angiospermes antigament acceptat en un gran nombre de sistemes de classificació de plantes, incloent el Sistema Cronquist, publicat el 1968 i el 1988. Actualment aquest ordre no està acceptat pel sistema APG III, ja que els estudis de taxonomia molecular suggereixen que les famílies que componen aquest ordre no estan estretament emparentades les unes amb les altres.
EL sistema APG II (2003) les assigna a ordres diferents: Hamamelidaceae i Cercidiphyllaceae a l'ordre Saxifragales, Eupteleaceae a Ranunculales, Platanaceae a Proteales, i Myrothamnaceae a Gunnerales. Els estudis addicionals del genoma del cloroplast afirma que les famílies desplaçades a les Saxigragales estan estretament emparentades.
El Sistema Cronquist (1981) inclou aquest ordre dins la subclasse Hamamelidae amb la circumscripció:
- ordre Hamamelidales
família Hamamelidaceae, actualment ordre Saxifragales
família Cercidiphyllaceae, actualment ordre Saxifragales
família Eupteleaceae, actualment ordre Ranunculales
família Platanaceae, actualment ordre Proteales
família Myrothamnaceae, actualment ordre Gunnerales[4]